# Список астероїдів (116101—116200)
| Назва                           | Тимчасове позначення | Дата відкриття    | Місце відкриття          | Відкривач              |
| ------------------------------- | -------------------- | ----------------- | ------------------------ | ---------------------- |
| (116101) 2003 WM131             | 2003 WM131           | 21 листопада 2003 | Паломарська обсерваторія | NEAT                   |
| (116102) 2003 WL132             | 2003 WL132           | 19 листопада 2003 | Обсерваторія Кітт-Пік    | Spacewatch             |
| (116103) 2003 WT132             | 2003 WT132           | 21 листопада 2003 | Сокорро (Нью-Мексико)    | LINEAR                 |
| (116104) 2003 WB133             | 2003 WB133           | 21 листопада 2003 | Сокорро (Нью-Мексико)    | LINEAR                 |
| (116105) 2003 WZ133             | 2003 WZ133           | 21 листопада 2003 | Сокорро (Нью-Мексико)    | LINEAR                 |
| (116106) 2003 WC134             | 2003 WC134           | 21 листопада 2003 | Сокорро (Нью-Мексико)    | LINEAR                 |
| (116107) 2003 WE134             | 2003 WE134           | 21 листопада 2003 | Сокорро (Нью-Мексико)    | LINEAR                 |
| (116108) 2003 WR134             | 2003 WR134           | 21 листопада 2003 | Сокорро (Нью-Мексико)    | LINEAR                 |
| (116109) 2003 WT134             | 2003 WT134           | 21 листопада 2003 | Сокорро (Нью-Мексико)    | LINEAR                 |
| (116110) 2003 WV134             | 2003 WV134           | 21 листопада 2003 | Сокорро (Нью-Мексико)    | LINEAR                 |
| (116111) 2003 WD135             | 2003 WD135           | 21 листопада 2003 | Сокорро (Нью-Мексико)    | LINEAR                 |
| (116112) 2003 WH135             | 2003 WH135           | 21 листопада 2003 | Сокорро (Нью-Мексико)    | LINEAR                 |
| (116113) 2003 WW135             | 2003 WW135           | 21 листопада 2003 | Сокорро (Нью-Мексико)    | LINEAR                 |
| (116114) 2003 WZ135             | 2003 WZ135           | 21 листопада 2003 | Сокорро (Нью-Мексико)    | LINEAR                 |
| (116115) 2003 WL136             | 2003 WL136           | 21 листопада 2003 | Сокорро (Нью-Мексико)    | LINEAR                 |
| (116116) 2003 WY136             | 2003 WY136           | 21 листопада 2003 | Сокорро (Нью-Мексико)    | LINEAR                 |
| (116117) 2003 WG137             | 2003 WG137           | 21 листопада 2003 | Сокорро (Нью-Мексико)    | LINEAR                 |
| (116118) 2003 WH137             | 2003 WH137           | 21 листопада 2003 | Сокорро (Нью-Мексико)    | LINEAR                 |
| (116119) 2003 WU137             | 2003 WU137           | 21 листопада 2003 | Сокорро (Нью-Мексико)    | LINEAR                 |
| (116120) 2003 WP138             | 2003 WP138           | 21 листопада 2003 | Сокорро (Нью-Мексико)    | LINEAR                 |
| (116121) 2003 WU138             | 2003 WU138           | 21 листопада 2003 | Сокорро (Нью-Мексико)    | LINEAR                 |
| (116122) 2003 WD139             | 2003 WD139           | 21 листопада 2003 | Сокорро (Нью-Мексико)    | LINEAR                 |
| (116123) 2003 WL139             | 2003 WL139           | 21 листопада 2003 | Сокорро (Нью-Мексико)    | LINEAR                 |
| (116124) 2003 WU139             | 2003 WU139           | 21 листопада 2003 | Сокорро (Нью-Мексико)    | LINEAR                 |
| (116125) 2003 WY139             | 2003 WY139           | 21 листопада 2003 | Сокорро (Нью-Мексико)    | LINEAR                 |
| (116126) 2003 WA140             | 2003 WA140           | 21 листопада 2003 | Сокорро (Нью-Мексико)    | LINEAR                 |
| (116127) 2003 WL140             | 2003 WL140           | 21 листопада 2003 | Сокорро (Нью-Мексико)    | LINEAR                 |
| (116128) 2003 WN140             | 2003 WN140           | 21 листопада 2003 | Сокорро (Нью-Мексико)    | LINEAR                 |
| (116129) 2003 WO140             | 2003 WO140           | 21 листопада 2003 | Сокорро (Нью-Мексико)    | LINEAR                 |
| (116130) 2003 WB141             | 2003 WB141           | 21 листопада 2003 | Сокорро (Нью-Мексико)    | LINEAR                 |
| (116131) 2003 WS141             | 2003 WS141           | 21 листопада 2003 | Сокорро (Нью-Мексико)    | LINEAR                 |
| (116132) 2003 WA142             | 2003 WA142           | 21 листопада 2003 | Сокорро (Нью-Мексико)    | LINEAR                 |
| (116133) 2003 WO142             | 2003 WO142           | 21 листопада 2003 | Сокорро (Нью-Мексико)    | LINEAR                 |
| (116134) 2003 WZ142             | 2003 WZ142           | 23 листопада 2003 | Сокорро (Нью-Мексико)    | LINEAR                 |
| (116135) 2003 WC144             | 2003 WC144           | 21 листопада 2003 | Сокорро (Нью-Мексико)    | LINEAR                 |
| (116136) 2003 WH144             | 2003 WH144           | 21 листопада 2003 | Сокорро (Нью-Мексико)    | LINEAR                 |
| (116137) 2003 WC145             | 2003 WC145           | 21 листопада 2003 | Сокорро (Нью-Мексико)    | LINEAR                 |
| (116138) 2003 WK145             | 2003 WK145           | 21 листопада 2003 | Сокорро (Нью-Мексико)    | LINEAR                 |
| (116139) 2003 WA146             | 2003 WA146           | 21 листопада 2003 | Сокорро (Нью-Мексико)    | LINEAR                 |
| (116140) 2003 WP146             | 2003 WP146           | 23 листопада 2003 | Каталінський огляд       | Каталінський огляд     |
| (116141) 2003 WA149             | 2003 WA149           | 24 листопада 2003 | Сокорро (Нью-Мексико)    | LINEAR                 |
| (116142) 2003 WA150             | 2003 WA150           | 24 листопада 2003 | Станція Андерсон-Меса    | LONEOS                 |
| (116143) 2003 WO152             | 2003 WO152           | 25 листопада 2003 | Обсерваторія Кінґснейк   | Джон Маккласкі         |
| (116144) 2003 WM153             | 2003 WM153           | 26 листопада 2003 | Станція Андерсон-Меса    | LONEOS                 |
| (116145) 2003 WA156             | 2003 WA156           | 29 листопада 2003 | Обсерваторія Кітт-Пік    | Spacewatch             |
| (116146) 2003 WJ156             | 2003 WJ156           | 29 листопада 2003 | Сокорро (Нью-Мексико)    | LINEAR                 |
| (116147) 2003 WM157             | 2003 WM157           | 18 листопада 2003 | Обсерваторія Кітт-Пік    | Spacewatch             |
| (116148) 2003 WN157             | 2003 WN157           | 19 листопада 2003 | Станція Андерсон-Меса    | LONEOS                 |
| (116149) 2003 WU158             | 2003 WU158           | 29 листопада 2003 | Обсерваторія Джорджа     | Обсерваторія Джорджа   |
| (116150) 2003 WD163             | 2003 WD163           | 30 листопада 2003 | Сокорро (Нью-Мексико)    | LINEAR                 |
| (116151) 2003 WR164             | 2003 WR164           | 30 листопада 2003 | Обсерваторія Кітт-Пік    | Spacewatch             |
| (116152) 2003 WX165             | 2003 WX165           | 30 листопада 2003 | Обсерваторія Кітт-Пік    | Spacewatch             |
| (116153) 2003 WO166             | 2003 WO166           | 18 листопада 2003 | Станція Андерсон-Меса    | LONEOS                 |
| (116154) 2003 WA168             | 2003 WA168           | 19 листопада 2003 | Паломарська обсерваторія | NEAT                   |
| (116155) 2003 WW168             | 2003 WW168           | 19 листопада 2003 | Паломарська обсерваторія | NEAT                   |
| (116156) 2003 WS170             | 2003 WS170           | 21 листопада 2003 | Каталінський огляд       | Каталінський огляд     |
| (116157) 2003 WC171             | 2003 WC171           | 21 листопада 2003 | Паломарська обсерваторія | NEAT                   |
| (116158) 2003 WU171             | 2003 WU171           | 29 листопада 2003 | Сокорро (Нью-Мексико)    | LINEAR                 |
| (116159) 2003 WZ171             | 2003 WZ171           | 29 листопада 2003 | Сокорро (Нью-Мексико)    | LINEAR                 |
| (116160) 2003 WK176             | 2003 WK176           | 19 листопада 2003 | Сокорро (Нью-Мексико)    | LINEAR                 |
| (116161) 2003 WS176             | 2003 WS176           | 19 листопада 2003 | Обсерваторія Кітт-Пік    | Spacewatch             |
| (116162) 2003 WL181             | 2003 WL181           | 20 листопада 2003 | Обсерваторія Кітт-Пік    | Марк Буї               |
| (116163) 2003 WW181             | 2003 WW181           | 21 листопада 2003 | Сокорро (Нью-Мексико)    | LINEAR                 |
| (116164) 2003 WD190             | 2003 WD190           | 24 листопада 2003 | Сокорро (Нью-Мексико)    | LINEAR                 |
| (116165) 2003 WU190             | 2003 WU190           | 20 листопада 2003 | Паломарська обсерваторія | NEAT                   |
| 116166 Андремадер (Andremaeder) | 2003 XJ              | 3 грудня 2003     | Обсерваторія Ла-Сілья    | Р. Беренд, Р. Ґодерон  |
| (116167) 2003 XG1               | 2003 XG1             | 1 грудня 2003     | Сокорро (Нью-Мексико)    | LINEAR                 |
| (116168) 2003 XR1               | 2003 XR1             | 1 грудня 2003     | Обсерваторія Кітт-Пік    | Spacewatch             |
| (116169) 2003 XL2               | 2003 XL2             | 1 грудня 2003     | Сокорро (Нью-Мексико)    | LINEAR                 |
| (116170) 2003 XW2               | 2003 XW2             | 1 грудня 2003     | Сокорро (Нью-Мексико)    | LINEAR                 |
| (116171) 2003 XX2               | 2003 XX2             | 1 грудня 2003     | Сокорро (Нью-Мексико)    | LINEAR                 |
| (116172) 2003 XE3               | 2003 XE3             | 1 грудня 2003     | Сокорро (Нью-Мексико)    | LINEAR                 |
| (116173) 2003 XF3               | 2003 XF3             | 1 грудня 2003     | Сокорро (Нью-Мексико)    | LINEAR                 |
| (116174) 2003 XR3               | 2003 XR3             | 1 грудня 2003     | Сокорро (Нью-Мексико)    | LINEAR                 |
| (116175) 2003 XZ3               | 2003 XZ3             | 1 грудня 2003     | Сокорро (Нью-Мексико)    | LINEAR                 |
| (116176) 2003 XC4               | 2003 XC4             | 1 грудня 2003     | Сокорро (Нью-Мексико)    | LINEAR                 |
| (116177) 2003 XN4               | 2003 XN4             | 1 грудня 2003     | Сокорро (Нью-Мексико)    | LINEAR                 |
| (116178) 2003 XP4               | 2003 XP4             | 1 грудня 2003     | Сокорро (Нью-Мексико)    | LINEAR                 |
| (116179) 2003 XU4               | 2003 XU4             | 1 грудня 2003     | Сокорро (Нью-Мексико)    | LINEAR                 |
| (116180) 2003 XW4               | 2003 XW4             | 1 грудня 2003     | Обсерваторія Кітт-Пік    | Spacewatch             |
| (116181) 2003 XB5               | 2003 XB5             | 1 грудня 2003     | Каталінський огляд       | Каталінський огляд     |
| (116182) 2003 XQ5               | 2003 XQ5             | 3 грудня 2003     | Станція Андерсон-Меса    | LONEOS                 |
| (116183) 2003 XD6               | 2003 XD6             | 3 грудня 2003     | Сокорро (Нью-Мексико)    | LINEAR                 |
| (116184) 2003 XH6               | 2003 XH6             | 3 грудня 2003     | Сокорро (Нью-Мексико)    | LINEAR                 |
| (116185) 2003 XK6               | 2003 XK6             | 3 грудня 2003     | Сокорро (Нью-Мексико)    | LINEAR                 |
| (116186) 2003 XZ7               | 2003 XZ7             | 3 грудня 2003     | Сокорро (Нью-Мексико)    | LINEAR                 |
| (116187) 2003 XG8               | 2003 XG8             | 4 грудня 2003     | Сокорро (Нью-Мексико)    | LINEAR                 |
| (116188) 2003 XE9               | 2003 XE9             | 4 грудня 2003     | Сокорро (Нью-Мексико)    | LINEAR                 |
| (116189) 2003 XL9               | 2003 XL9             | 4 грудня 2003     | Сокорро (Нью-Мексико)    | LINEAR                 |
| (116190) 2003 XS9               | 2003 XS9             | 4 грудня 2003     | Сокорро (Нью-Мексико)    | LINEAR                 |
| (116191) 2003 XG10              | 2003 XG10            | 4 грудня 2003     | Сокорро (Нью-Мексико)    | LINEAR                 |
| (116192) 2003 XS10              | 2003 XS10            | 10 грудня 2003    | Обсерваторія Тенаґра     | Обсерваторія Тенаґра-2 |
| (116193) 2003 XK11              | 2003 XK11            | 12 грудня 2003    | Паломарська обсерваторія | NEAT                   |
| (116194) 2003 XV11              | 2003 XV11            | 13 грудня 2003    | Сокорро (Нью-Мексико)    | LINEAR                 |
| (116195) 2003 XY11              | 2003 XY11            | 13 грудня 2003    | Сокорро (Нью-Мексико)    | LINEAR                 |
| (116196) 2003 XD13              | 2003 XD13            | 14 грудня 2003    | Обсерваторія Кітт-Пік    | Spacewatch             |
| (116197) 2003 XC14              | 2003 XC14            | 15 грудня 2003    | Сокорро (Нью-Мексико)    | LINEAR                 |
| (116198) 2003 XJ14              | 2003 XJ14            | 15 грудня 2003    | Сокорро (Нью-Мексико)    | LINEAR                 |
| (116199) 2003 XN14              | 2003 XN14            | 1 грудня 2003     | Сокорро (Нью-Мексико)    | LINEAR                 |
| (116200) 2003 XY14              | 2003 XY14            | 15 грудня 2003    | Сокорро (Нью-Мексико)    | LINEAR                 |